# Humana deshumanización
Humana deshumanización es el nombre del séptimo álbum de estudio del grupo colombiano de heavy metal Kraken. Fue lanzado al mercado el 24 de octubre de 2009 a través de Athenea Producciones, tras 10 años de su último material de estudio.
En este álbum se puede apreciar la madurez de un sonido ya consolidado. Después de muchos éxitos y de adquirir una gran cantidad de seguidores en el mundo, la banda confirma esta etapa con un sonido fuerte y ambicioso. El primer sencillo del álbum fue «El tiempo no miente jamás». Su segundo sencillo fue «Rompiendo el hechizo». 

## Lanzamiento y recepción
El lanzamiento oficial del álbum se realizó en dos presentaciones en directo los días 24 y 25 de octubre de 2009 en el Teatro Metropol de Bogotá.
La gira de este nuevo álbum se inició en enero de 2010 y concluyó en diciembre de 2012 recorriendo las principales plazas del territorio nacional, frente a miles de seguidores que tuvieron la oportunidad de disfrutar su enérgica puesta en escena, la gira internacional llevó a Kraken a Gillmanfest 2011 (Venezuela), Quito 2012 (Ecuador) y gira por Estados Unidos con presentaciones en Miami, New York, Washington D. C., Filadelfia.
La recepción por parte de los seguidores fue mayormente positiva, en este álbum se incluirían temas ya conocidos como «Amnesia» y «Extraña predicción» que no contaban con versión de estudio. El álbum contó con una edición limitada de lujo en formato CD por los 25 años de la banda y sería reeditado en 2017 con contenidos multimedia.

## Lista de canciones
| N.º | Título                      | Duración |  |
| 1.  | «El viejo galeón»           | 04:39    |  |
| 2.  | «Cuervo de sal»             | 07:13    |  |
| 3.  | «El tiempo no miente jamás» | 04:35    |  |
| 4.  | «Encrucijada»               | 05:44    |  |
| 5.  | «Desde el exilio»           | 04:53    |  |
| 6.  | «Blanca ironía»             | 06:03    |  |
| 7.  | «Rompiendo el hechizo»      | 04:57    |  |
| 8.  | «Amnesia»                   | 07:19    |  |
| 9.  | «Extraña predicción»        | 05:42    |  |
| 10. | «La gran legión»            | 08:54    |  |
| 11. | «Tríptico»                  | 03:36    |  |

## Músicos
- Elkin Ramírez: letras, líricas y voz.
- Andrés Leiva: guitarra.
- Luis Ramírez: bajo.
- Rubén Gélvez: teclados.
- Carlos Cortés: batería.